# Stefan Feiertag
Stefan Feiertag (* 18. Dezember 2001) ist ein österreichischer Fußballspieler.

## Karriere

### Verein
Feiertag begann seine Karriere beim SV Horn. Zur Saison 2014/15 kam er in die AKA St. Pölten, in der er fortan sämtliche Altersstufen durchlief. Zur Saison 2019/20 wechselte er zur zweitklassigen Zweitmannschaft des Bundesligisten FK Austria Wien, bei dem er einen bis Juni 2022 laufenden Vertrag erhielt.
Sein Debüt in der 2. Liga gab er im Juli 2019, als er am ersten Spieltag jener Saison gegen den SV Horn in der Startelf stand und in der 65. Minute durch Mateo Tadić ersetzt wurde. Insgesamt kam er zu 43 Zweitligaeinsätzen für die zweite Mannschaft der Austria, in denen er fünfmal traf. Im August 2021 wechselte Feiertag innerhalb der 2. Liga zum SKU Amstetten, bei dem er einen bis Juni 2023 laufenden Vertrag erhielt. Für Amstetten kam er in zwei Jahren zu 53 Zweitligaeinsätzen, in denen er 29 Tore erzielte.
Zur Saison 2023/24 wechselte er dann zum Bundesligisten FC Blau-Weiß Linz, bei dem er einen bis Juni 2026 laufenden Vertrag erhielt. Für die Linzer kam er in jener Saison zu 27 Einsätzen in der Bundesliga, in denen er einmal traf. Im August 2024 wechselte Feiertag leihweise nach Polen zum Zweitligisten ŁKS Łódź. Für Łódź kam er zu 18 Einsätzen in der 1. Liga, in denen er acht Tore erzielte. Im Jänner 2025 wurde die Leihe vorzeitig beendet und Feiertag nach Deutschland an Drittligist 1. FC Saarbrücken weiterverliehen. Seine ersten beiden Tore für Saarbrücken gelangen ihm bei seinem zweiten Einsatz in der 3. Liga bei einem 2:1-Erfolg über den SV Waldhof Mannheim. Während der Leihe kam er insgesamt zu elf Einsätzen in der 3. Liga.
Zur Saison 2025/26 kehrte er zunächst nach Linz zurück, wo er aber kein Spiel mehr absolvierte. Im August 2025 verließ er Blau-Weiß endgültig und wechselte zum polnischen Zweitligisten Wieczysta Krakau.

### Nationalmannschaft
Feiertag spielte im Oktober 2015 erstmals für eine österreichische Jugendnationalauswahl. Im September 2017 absolvierte er gegen Belgien sein einziges Spiel für das U-17-Team. Im September 2018 kam er gegen Rumänien erstmals für die U-18-Mannschaft zum Einsatz. In jenem Spiel, das Österreich mit 3:2 gewann, erzielte er auch sein erstes Tor für das U-18-Team.

## Persönliches
Seine Cousins Dominik Baumgartner (* 1996) und Christoph Baumgartner (* 1999) sind ebenfalls Fußballspieler.